# Княз на българите
Княз на българите е титлата на държавния глава на създаденото според Берлинския договор Княжество България.

## Учредяване на титлата
След краткотрайната и успешна Руско-турска освободителна война, е сключен мирен договор в Сан Стефано, според който на България се дават следните черти на независимост:
- да има собствена армия;
- всички турски войски да се изтеглят от нейните територии;
- само българин може да застане на българския престол

Първоначално титлата е почти независима от Великите сили и Високата порта. След намесата на Великобритания и Австро-Унгария, обаче Русия, вместо да рискува с война се решава на преговори. В последвалия Берлински договор се запазва статутът на България като суверенна страна, но територията ѝ е неколкократно намалена, а вече вместо българин на българския престол може да застане някой член на европейските династии.

## Князе
- Александър I Български (26 юни 1879 – 26 август 1886)
- Фердинанд I Български (7 юли 1887 – 22 септември 1908)